# Azat-Châtenet
Azat-Châtenet é uma comuna francesa na região administrativa da Nova Aquitânia, no departamento de Creuse. Estende-se por uma área de 9,51 km². Em 2010 a comuna tinha 122 habitantes (densidade: 12,8 hab./km²).